# 少年SF・ミステリー文庫
少年SF・ミステリー文庫（しょうねんSF・ミステリーぶんこ）は、国土社より1982年から1983年にかけて
刊行されたSF小説、推理小説の叢書。
B6判カバー付き、全20巻。翻訳は福島正実と内田庶。
1995年に同じ国土社から「海外SFミステリー傑作選」として全20巻が復刊されている。内容は同一だがナンバリングに違いがある。

## 一覧
1. 『冷凍死体のなぞ』（The Blizzard Murder Case、フィリップ・ワイリー） 内田庶訳
2. 『地球の狂った日』（Svetoprestavlenie、アレクサンドル・ベリャーエフ） 福島正実訳
3. 『裏窓の目撃者』（Rear Window、ウィリアム・アイリッシュ） 内田庶訳
4. 『宇宙船スカイラーク』（E・E・スミス） 内田庶訳
5. 『暴力のまち』（Corkscrew、ダシール・ハメット） 内田庶訳
6. 『宇宙の侵略者』（The Humanoids、ジャック・ウイリアムスン） 福島正実訳
7. 『のろわれた山荘』（パット・マガー） 福島正実訳
8. 『ペルシダ王国の恐怖』（エドガー・ライス・バロウズ） 福島正実訳
9. 『ハエが夜をねらう!』（Tue la taon、ジャン・ブリュース(Jean Bruce)） 福島正実訳
10. 『合成人間「22X」』（The Haploids、ジェリイ・ソール(Jerry Sohl)） 福島正実訳
11. 『殺しのメロディー』（アガサ・クリスティー） 内田庶訳
12. 『絶対0度のなぞ』（E・S・ガードナー） 福島正実訳
13. 『死者からの声』（The Man in the Dark、ロイ・ハギンス(Roy Huggins)） 内田庶訳
14. 『液体インベーダー』（Liquid Life、ラルフ・ミルン・ファーリィ） 福島正実訳
15. 『にせ札を追え!』（No Crime in the Mountain、レイモンド・チャンドラー） 福島正実訳
16. 『タイムカメラの秘密』（E for Effort、T・H・シャーレッド(T. L. Sherred)） 福島正実訳
17. 『ひきさかれた過去』（Tomorrow Yesterday、ヒュー・ペンティコースト） 内田庶訳
18. 『未来からきた暗殺者』（ピーター・ヒース(Peter Heath)） 福島正実訳
19. 『クリスマス殺人事件』（Thou Shell of Death、ニコラス・ブレイク） 内田庶訳
20. 『宇宙大激震』（Thigs Pass By、マレイ・ラインスター） 福島正実訳